# Uniq
Uniq (bis 1999 Unigate) war ein ehemals börsennotierter britischer Lebensmittelkonzern, spezialisiert auf Herstellung und Vertrieb von Kühl- und Tiefkühlkost, insbesondere Salate, Desserts, Sandwiches, Wraps, Dips, Soßen, Dressings und Fertiggerichte. Die Uniq-Gruppe entstand 1959 aus dem Zusammenschluss von United Dairies und Cow & Gate zu Unigate. Uniq war einer der Großlieferanten europäischer Supermarktketten (unter anderem Cadbury und Marks & Spencer) und produzierte unter Eigen- und Handelsmarken. Hauptsitz des Unternehmens war Gerrards Cross in der Grafschaft Buckinghamshire, unweit von London. Zwei weitere Firmensitze befanden sich im französischen Rungis sowie in Bottrop.
Der Umsatz von Uniq lag 2007 bei 736 Mio. £, davon im Vereinigten Königreich 345 Mio. £, in Nordeuropa (Deutschland, Niederlande, Polen) 209 Mio. £ und in Frankreich 182 Mio. £. Uniq hatte Mitte 2009 19 Produktionsstandorte, davon im Vereinigten Königreich 7, auf dem Kontinent 12. Aufgrund wirtschaftlicher Schwierigkeiten musste Uniq 2000 die Sparte Molkereiprodukte an Dairy Crest verkaufen, 2001 seine Logistiksparte Wincanton und 2009 weitere wichtige Tochtergesellschaften veräußern (darunter im März die Kühlfischsparte, Mitte des Jahres das Frankreichgeschäft und Ende des Jahres die deutsch-polnische Nadler Feinkost-Gruppe) und sich auf die britische Insel zurückziehen. 2011 wurde Uniq an die irische Greencore-Gruppe verkauft und von der Börse genommen.

## Ehemalige Tochterunternehmen
(Quelle: )
- Vereinigtes Königreich: Uniq plc in Gerrards Cross (Hauptunternehmen), Uniq Prepared Foods (Vertriebstochter) in Northampton, Evercreech truly Uniq in Evercreech bei Shepton Mallet (Somerset), Riviera Desserts in Paignton, Smedleys Salads in Spalding (Lincolnshire), St. Ivel in Minsterley bei Shrewsbury (Shropshire),
- Niederlande: Johma in Losser. Johma stellt Salate, v. a. Kartoffelsalate her; 2010 zusammen mit Uniq Sandwiches verkauft an Gilde Equity und von dieser in die Salad Signature-Gruppe integriert
- Deutschland, Polen: Nadler Feinkost. Zur Nadler-Gruppe gehören die Marken Nadler in Bottrop, Türk & Pabst in Bottrop, Thüringer Fischfeinkost Gebrüder Hopf in Floh-Seligenthal, Pfennigs Feinkost in Sarstedt, sowie Lisner in Poznań/Polen; die Nadler-Gruppe wurde im November 2009 verkauft an die deutsche Kamps-Gruppe (Backwaren und Feinkost) und in die bereits zu Kamps gehörende Homann-Gruppe integriert
- Frankreich: Marie. Zur Marie-Gruppe gehören neben dem Hauptsitz bei den berühmten Großmarkthallen im Pariser Vorort Rungis die Untergruppen Marie Frais in Briec, Sablé-sur-Sarthe und Viriat sowie Marie Surgelés in Airvault, Mirebeau und Chacé; die Gruppe wurde im Oktober 2009 verkauft an die französische Groupe L.D.C. (Lambert-Dodart-Chancereul)